# Blue Jay (película)
Blue Jay es una película de drama y romance dirigida por Alex Lehmann en su debut como director, a partir de un guion de Mark Duplass. Es protagonizada por Duplass y Sarah Paulson. La película tuvo su estreno mundial en el Festival Internacional de Cine de Toronto el 12 de septiembre de 2016.
La película fue estrenada el 7 de octubre de 2016, en un estreno limitado antes de ser estrenada a través de vídeo bajo demanda el 11 de octubre de 2016.

## Sinopsis
Una expareja de novios de la escuela se vuelve a encontrar en su pueblo natal, donde redescubren su conexión y enfrentan viejos resquemores.

## Reparto
- Mark Duplass como Jim.
- Sarah Paulson como Amanda.
- Clu Gulager como Waynie.

## Producción
La película se rodó durante 7 días en Crestline, California, y sus alrededores. Julian Wass compuso la banda sonora de la película.

## Lanzamiento
La película marcó la primera película de Duplass Brothers como parte de su acuerdo con Netflix. La película tuvo su estreno mundial en el Festival Internacional de Cine de Toronto el 12 de septiembre de 2016. Posteriormente, The Orchard adquirió los derechos de distribución de la película, y programó la película para un estreno limitado el 7 de octubre de 2016 antes de estrenarla a través de vídeo bajo demanda el 11 de octubre de 2016. Fue estrenada en Netflix el 6 de diciembre de 2016.